# Under17
UNDER17 (アンダーセブンティーン、アンセブ) är en japansk duo som har skrivit många låtar som man finner i animer och TV-spel. Haruko Momoi, som sjunger, är känd för sina unika sångtexter. UNDER17-låtar finns med i bland annat animeerna DearS, Kujibiki Unbalance och Angel Rabbie.